# Santa Ana Pueblo (Novo México)
Santa Ana Pueblo é uma Região censo-designada localizada no estado americano de Novo México, no Condado de Sandoval.

## Demografia
Segundo o censo americano de 2000, a sua população era de 479 habitantes.

## Geografia
De acordo com o United States Census Bureau tem uma área de 19,3 km², dos quais 17,9 km² cobertos por terra e 1,4 km² cobertos por água. Santa Ana Pueblo localiza-se a aproximadamente 1600 m acima do nível do mar.

## Localidades na vizinhança
O diagrama seguinte representa as localidades num raio de 12 km ao redor de Santa Ana Pueblo.